# Porsche Supercup 2022

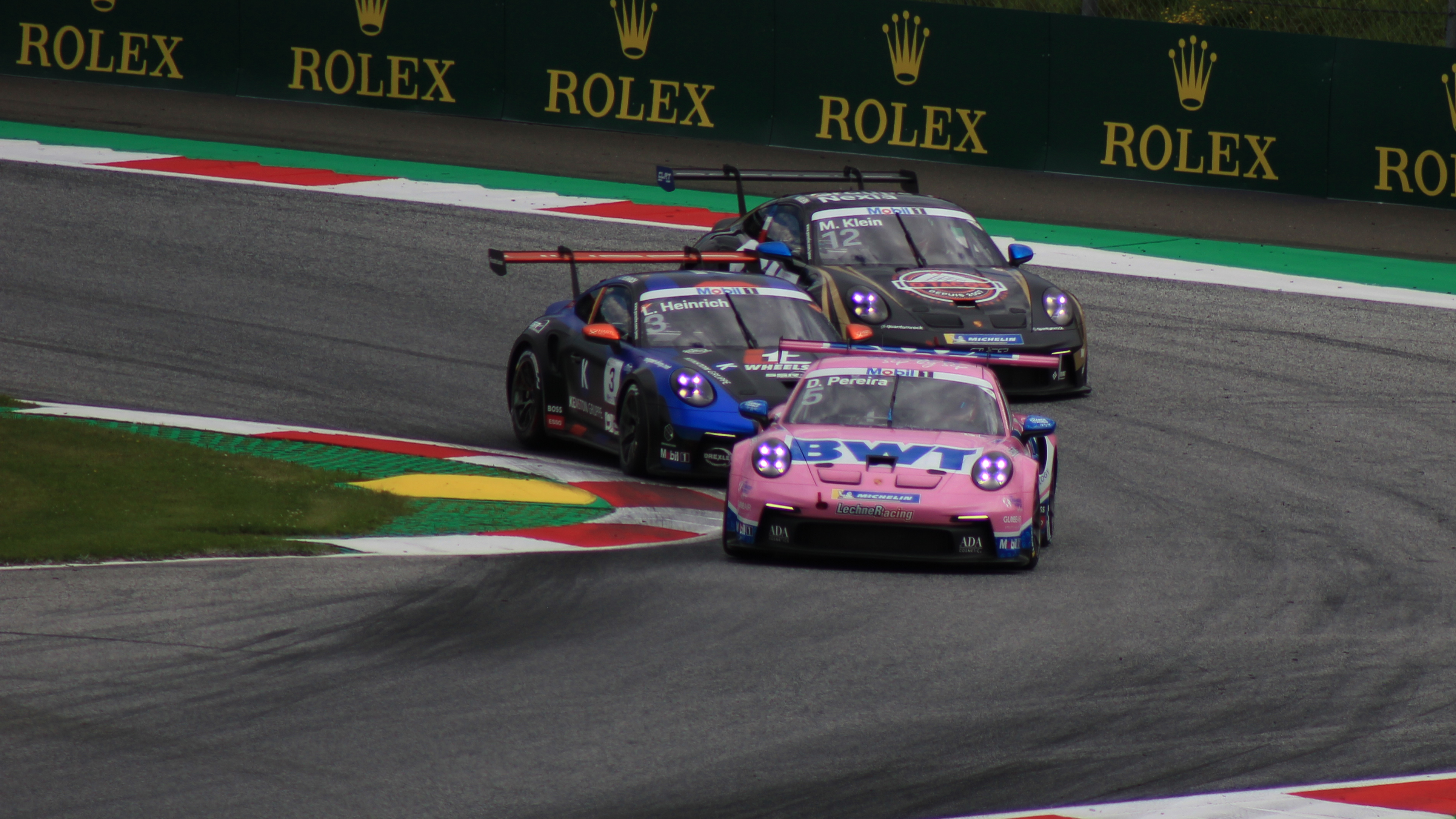
Rennen auf dem Red Bull Ring 2022

Der Porsche Mobil 1 Supercup 2022 war die 30. Saison des Porsche Supercups. Sie umfasste acht Rennen. Die Saison begann am 24. April in Imola und endete am 11. September in Monza.

## Teams und Fahrer
| Team                     | Startnummer | Fahrer               | Runden  |
| ------------------------ | ----------- | -------------------- | ------- |
| Huber Racing             | 1           | Morris Schuring      | Alle    |
| Huber Racing             | 2           | Rudy van Buren       | Alle    |
| Huber Racing             | 35          | Ariel Levi           | 3, 5–6  |
| SSR Huber Racing         | 3           | Laurin Heinrich      | Alle    |
| SSR Huber Racing         | 4           | Michael Ammermüller  | 1–5     |
| SSR Huber Racing         | 4           | Sebastian Freymuth   | 6–8     |
| BWT Lechner Racing       | 5           | Dylan Pereira        | Alle    |
| BWT Lechner Racing       | 6           | Harry King           | Alle    |
| BWT Lechner Racing       | 7           | Bastian Buus         | Alle    |
| Fach Auto Tech           | 8           | Alexander Fach       | Alle    |
| Fach Auto Tech           | 9           | Lorcan Hanafin       | Alle    |
| Fach Auto Tech           | 10          | Jukka Honkavuori     | Alle    |
| CLRT                     | 11          | Clément Mateu        | Alle    |
| CLRT                     | 12          | Marvin Klein         | Alle    |
| CLRT                     | 13          | Evan Spenle          | 1       |
| CLRT                     | 13          | Benjamin Paque       | 2       |
| CLRT                     | 13          | Jaxon Evans          | 4       |
| CLRT                     | 13          | Florian Latorre      | 5       |
| CLRT                     | 13          | Howard Blank         | 6       |
| CLRT                     | 13          | Michael Verhagen     | 7       |
| CLRT                     | 13          | Ugo Gazil            | 8       |
| Redline Racing und CLRT  | 13          | Adam Smalley         | 3       |
| Dinamic Motorsport       | 14          | Daniele Cazzaniga    | Alle    |
| Dinamic Motorsport       | 15          | Philipp Sager        | Alle    |
| Dinamic Motorsport       | 16          | Simone Iaquinta      | Alle    |
| Ombra Racing             | 17          | Loek Hartog          | Alle    |
| Ombra Racing             | 18          | Gianmarco Quaresmini | Alle    |
| Ombra Racing             | 29          | Leonardo Caglioni    | 1, 5, 8 |
| Martinet by Alméras      | 19          | Dorian Boccolacci    | Alle    |
| Martinet by Alméras      | 20          | Jaap van Lagen       | Alle    |
| Martinet by Alméras      | 21          | Roar Lindland        | Alle    |
| Martinet by Alméras      | 22          | Stéphane Denoual     | Alle    |
| Martinet by Alméras      | 23          | Aaron Mason          | Alle    |
| Martinet by Alméras      | 38          | Aaron Love           | 3, 5    |
| Martinet by Alméras      | 39          | Stephen Grove        | 5       |
| Team GP Elite            | 24          | Max van Splunteren   | Alle    |
| Team GP Elite            | 25          | Larry ten Voorde     | Alle    |
| Team GP Elite            | 26          | Jesse van Kuijk      | Alle    |
| GP Elite                 | 27          | Daan van Kuijk       | Alle    |
| GP Elite                 | 28          | Lucas Groeneveld     | Alle    |
| GP Elite                 | 33          | Huub van Eijndhoven  | 6–7     |
| Fragus Motorsport        | 30          | Pontus Frederiksson  | 1, 4, 7 |
| Fragus Motorsport        | 31          | Hampus Ericsson      | 1, 4    |
| Fragus Motorsport        | 31          | Lukas Sundahl        | 7       |
| Fragus Motorsport        | 32          | Edvin Hellsten       | 1, 7    |
| Kelly-Moss Road and Race | 36          | Ghislain Cordeel     | 3       |
| Kelly-Moss Road and Race | 37          | Riley Dickinson      | 3       |
| ID Racing                | 40          | Georgios Frangulis   | 4       |
| ID Racing                | 40          | Willem Meijer        | 6       |
| ID Racing                | 41          | Michael Verhagen     | 4, 6    |
| Tsunami R.T.             | 42          | Gianmarco Levorato   | 8       |
| Tsunami R.T.             | 43          | Andrea Fontana       | 8       |
| Tsunami R.T.             | 44          | Johannes Zelger      | 8       |
| Porsche Motorsport       | 911         | Jorge Lorenzo        | 1       |

## Rennkalender
| Nr. | Datum           | Rennstrecke       | Pole-Position    | Sieger           | Zweiter           | Dritter          | Schnellste Runde |
| --- | --------------- | ----------------- | ---------------- | ---------------- | ----------------- | ---------------- | ---------------- |
| 1.  | 22-24. April    | Imola             | Dylan Pereira    | Dylan Pereira    | Larry ten Voorde  | Harry King       | Marvin Klein     |
| 2.  | 27-29. Mai      | Monte Carlo       | Larry ten Voorde | Larry ten Voorde | Dorian Boccolacci | Laurin Heinrich  | Larry ten Voorde |
| 3.  | 1-3. Juli       | Silverstone       | Larry ten Voorde | Laurin Heinrich  | Larry ten Voorde  | Harry King       | Laurin Heinrich  |
| 4.  | 8-10. Juli      | Spielberg         | Dylan Pereira    | Dylan Pereira    | Laurin Heinrich   | Bastian Buus     | Dylan Pereira    |
| 5.  | 22-24. Juli     | Le Castellet      | Bastian Buus     | Bastian Buus     | Harry King        | Larry ten Voorde | Harry King       |
| 6.  | 26-28. August   | Spa-Francorchamps | Dylan Pereira    | Dylan Pereira    | Larry ten Voorde  | Laurin Heinrich  | Dylan Pereira    |
| 7.  | 2-4. September  | Zandvoort         | Marvin Klein     | Marvin Klein     | Dylan Pereira     | Larry ten Voorde | Marvin Klein     |
| 8.  | 9-11. September | Monza             | Marvin Klein     | Bastian Buus     | Larry ten Voorde  | Harry King       | Harry King       |

## Gesamtwertung

### Fahrerwertung
| Pos. | Fahrer               | Punkte |
| ---- | -------------------- | ------ |
| 1.   | Dylan Pereira        | 149    |
| 2.   | Larry ten Voorde     | 139    |
| 3.   | Laurin Heinrich      | 123    |
| 4.   | Bastian Buus         | 122    |
| 5.   | Harry King           | 109    |
| 6.   | Marvin Klein         | 78     |
| 7.   | Dorian Boccolacci    | 59     |
| 8.   | Loek Hartog          | 43     |
| 9.   | Lorcan Hanafin       | 40     |
| 10.  | Simone Iaquinta      | 39     |
| 11.  | Jaap van Lagen       | 35     |
| 12.  | Rudy van Buren       | 35     |
| 13.  | Morris Schuring      | 33     |
| 14.  | Jukka Honkavuori     | 33     |
| 15.  | Max van Splunteren   | 26     |
| 16.  | Michael Ammermüller  | 19     |
| 17.  | Gianmarco Quaresmini | 14     |
| 18.  | Jesse van Kuijk      | 14     |
| 19.  | Lucas Groeneveld     | 13     |
| 20.  | Alexander Fach       | 12     |
| 21.  | Daan van Kuijk       | 9      |
| 22.  | Daniele Cazzaniga    | 0      |
| 23.  | Evan Spenle          | 0      |
| 24.  | Roar Lindland        | 0      |
| 25.  | Aaron Mason          | 0      |
| 26.  | Clément Mateu        | 0      |
| 27.  | Philipp Sager        | 0      |
| 28.  | Stéphane Denoual     | 0      |

Anmerkung
1. ↑  Die nicht in der Liste aufgeführten Fahrer waren Gastfahrer ohne Anrecht auf Punkte.

### Teamwertung
| Pos. | Team                | Punkte |
| ---- | ------------------- | ------ |
| 1.   | BWT Lechner Racing  | 288    |
| 2.   | Team GP Elite       | 164    |
| 3.   | SSR Huber Racing    | 140    |
| 4.   | CLRT                | 95     |
| 5.   | Martinet by Alméras | 92     |
| 6.   | Huber Racing        | 65     |
| 7.   | Ombra Racing        | 56     |
| 8.   | Fach Auto Tech      | 47     |
| 9.   | Dinamic Motorsport  | 39     |
| 10.  | GP Elite            | 20     |